# Marie Maynard Daly

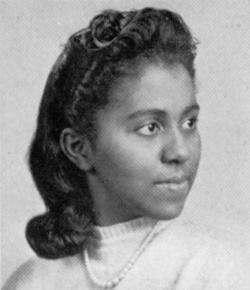
Marie Maynard Daly, 1942

Marie Maynard Daly (geb. 16. April 1921 in Corona, New York City, Vereinigte Staaten; gest. 28. Oktober 2003 in New York City, Vereinigte Staaten) war eine US-amerikanische Biochemikerin. Sie war die erste Afroamerikanerin, die 1947 einen Doktor in Chemie an der Columbia University erlangte.

## Leben
Marie Dalys Vater Ivan C. Daly war von den British West Indies in die USA eingewandert, fand Arbeit als Postbeamter und heiratete Helen Page aus Washington, D.C. Sie lebten in New York City. Marie Daly wurde in Corona im New Yorker Stadtteil Queens geboren und wuchs dort auf. Sie besuchte oft ihre Großeltern mütterlicherseits in Washington. Dort konnte Mary Daly in der reichhaltigen Bibliothek ihres Großvaters über Wissenschaftler und deren Errungenschaften lesen. Sie war insbesondere von Paul de Kruifs The Microbe Hunters beeindruckt, ein Buch, das dazu beitrug, dass sie Wissenschaftlerin werden wollte.
Dalys Interesse an Wissenschaft wurde zudem durch ihren Vater beeinflusst, der die Cornell University besucht hatte, um Chemiker zu werden. Er musste sein Studium jedoch mangels Geld aufgeben. Seine Tochter führte das Vermächtnis ihres Vaters fort, als sie ihr Chemiestudium abschloss. Viele Jahre später gründete sie am Queens College einen Studienfonds ihm zu Ehren, um Studenten aus Minderheiten beim Studium der Chemie oder Physik zu unterstützen.

## Ausbildung
Daly besuchte die Hunter Collage High School, eine Labor-High School für Mädchen, die von der Hunter-College-Fakultät betrieben wurde. Auch dort wurde sie ermuntert, sich mit Chemie zu beschäftigen. Sie schrieb sich dann am Queens College ein, einer kleinen, noch recht neuen Schule in Flushing, New York. Sie wohnte zuhause, um Geld zu sparen. 1942 machte Daly am Queens College ihren Bachelor in Chemie mit magna cum laude. Nach ihrem Abschluss wurde Daly Queens College-Stipendiatin, eine Ehre, die den 2,5 % einer Abschlussklasse verliehen wird.
Arbeitskräftemangel und die Notwendigkeit, dass Wissenschaftler sich an den Anstrengungen um den Zweiten Weltkrieg beteiligten, ermöglichten Daly Fellowships für Studien an der at New York University und der Columbia University für ihren Master- und Doktortitel zu erhalten.
1943 arbeitete Daly als Laborassistentin am Queens College und studierte zugleich an der New York University für ihren Master-Abschluss in Chemie, den sie 1943 erlangte. Sie wurde dann Chemietutor am Queens College und schrieb sich am Doktorprogramm der Columbia University ein, wo sie von Mary L. Caldwell betreut wurde. Caldwell, die einen Doktor in Ernährungswissenschaften hatte, half Daly zu entdecken, wie Chemikalien im Körper produziert werden, um zur Verdauung beizutragen. Daly schloss ihre Dissertation A Study of the Products Formed By the Action of Pancreatic Amylase on Corn Starch für ihren Doktor in Chemie 1947 ab.

## Arbeitsleben
Daly arbeitete von 1947 bis 1948 als Physikdozentin an der Howard University. Gleichzeitig forschte sie unter der Leitung von Herman Branson. Sie erhielt ein Stipendium der American Cancer Society, um ihre postdoktorale Forschung zu unterstützen. Daly schloss sich A. E. Mirsky am Rockefeller Institute an, wo sie den Zellkern und seine Bestandteile studiert. Zu dieser Zeit waren Struktur und Funktion der DNA unbekannt.
1955 begann Daly am College of Physicians and Surgeons der Columbia University zu arbeiten. In Zusammenarbeit mit Quentin B. Deming studierte sie den arteriellen Stoffwechsel. Sie setzte ihre Arbeit als Assistenzprofessor für Biochemie und Medizin am Albert Einstein College of Medicine der Yeshiva University fort, wohin Quentin B. Deming 1960 zogen. Von 1958 bis 1963 arbeitete Daly zudem als Ermittlerin für die American Heart Association.
Daly unterrichtete gern die Medizinstudenten und bemühte sich, die Anzahl von Studenten aus Minderheiten an Medizinschulen zu erhöhen. 1971 wurde sie zum Assistenzprofessor ernannt.
1975 war Daly eine von 30 weiblichen Wissenschaftlerinnen aus Minderheiten, die an einer Konferenz teilnahm, die die Herausforderungen untersuchte, mit denen sich Frauen aus Minderheiten aus STEM-Fächern konfrontiert sahen. Die Konferenz wurde von der American Association for the Advancement of Science organisiert. Im Ergebnis wurde der Bericht The Double Bind: The Price of Being a Minority Woman in Science (1976) veröffentlicht, in dem Vorschläge gemacht wurden, um Wissenschaftlerinnen aus Minderheiten zu gewinnen und zu halten.
Daly war zwei Jahre lang Mitglied des prestigeträchtigen Verwaltungsrats der New York Academy of Sciences. Zu den zusätzliche Fellowships, die Daly während ihrer Karriere erhielt, gehörten die American Cancer Society, die American Association for the Advancement of Science, die New York Academy of Sciences und das Council on Arteriosclerosis der American Heart Association.
Daly wurde vom Health Research Council der City of New York für eine Wissenschaftskarriere vorgesehen. Sie verließ 1986 das Albert Einstein College of Medicine und gründete 1988 ein Stipendium für afroamerikanische Studenten der Chemie und Physik am Queens College zu Ehren ihres Vaters.
Marie Maynard Daly Clark starb am 23. Oktober 2003.

## Auszeichnungen
1999 wurde sie von der National Technical Association als eine der Top 50 Frauen in Wissenschaft, Ingenieurswesen und Technologie gewürdigt.
Am 26. Februar 2016 gab R. Emmanuel-Cooke, Gründungsdirektor der neuen Grundschule P.S.360Q bekannt, dass die Schule zu Ehren der in Queens beheimateten Daly „The Dr. Marie M. Daly Academy of Excellence“ genannt werden soll.

## Forschungsschwerpunkte
Daly leistete in vier Forschungsgebieten wichtige Beiträge: Chemie der Histone, Proteinsynthese, Beziehung zwischen Cholesterin und Bluthochdruck und die Aufnahme von Kreatinen durch Muskelzellen.

### Histone
Daly war insbesondere an nuklearen Proteinen interessiert. Sie entwickelte Methoden, um nukleares Material zu zerkleinern und dessen Zusammensetzung zu bestimmen. Es entscheidend, das Zellmaterial in seine Komponenten zu zerlegen, ohne etwas davon zu zerstören oder zu verlieren.
Sie untersuchte Histone, Proteine, in Zellkernen zu finden sind und konnte die Aminosäurezusammensetzung verschiedener Histonbestandteile nachweisen. Sie kam zu dem Schluss, das Histone eine Mixtur aus Basiskomponenten wie Lysin und Arginin waren. Seither wurde nachgewiesen, dass Histone eine wichtige Rolle bei der Genexpression spielen. Dalys Arbeiten an Histonen werden heute als fundamental angesehen.

### Proteine
Daly entwickelte Methoden, um Kerne aus Gewebe zu lösen und die Basiskomposition von Purinen und Pyrimidinen in Desoxypentosekernsäuren zu messen. Sie schlussfolgerte unter anderem, dass „keinen Bestandteile außer Adenin, Guanin, Thymin und Cytosin nennenswerten Mengen vorhanden sind.“
Sie untersuchte die Proteinsynthese, einschließlich der Rolle von zytoplastischem Ribonukleoprotein bei der Proteinsynthese. Mit strahlungsmarkiertem Aminosäureglycin konnte sie messen, wie sich der Proteinmetabolismus einer Maus unter nahrungsreichen und nahrungsarmen Bedingungen veränderte. Das erlaubte ihr, die Aktivität von Zytoplasma u beobachten, das die strahlungsmarkierten Glycine in den Zellkern aufgenommen wurden.
1953 beschrieben Watson und Crick die Struktur der DNA. Bei der Verleihung des Nobelpreises für seine Arbeit 1962, zitierte Watson eine von Dalys Arbeiten über „Die Rolle von Ribonukleoprotein bei der Proteinsynthese“ als wesentlich für seine Arbeit. Nach 1953 wurde die Zellkernforschung mit Forschungsgeldern überhäuft.

### Cholesterin und Hypertonie
Daly und ihre Kollegen leisteten einige der frühesten Arbeiten zur Beziehung zwischen Ernährung und der Gesundheit von Herz- und Kreislauf-Systemen. Sie entdeckten den Einfluss von Cholesterin, Zucker und anderer Nährstoffe. Daly war die erste, die feststellte, dass Bluthochdruck ein Vorläufer von Atherosklerose ist, und die Erste, die eine Beziehung zwischen Cholesterin und verstopften Arterien herstellte, eine wichtige Entdeckung zum Verständnis der Entstehung von Herzinfarkten.
Daly war insbesondere interessiert daran, wie Bluthochdruck das Kreislaufsystem beeinflusst. Sie zeigte, dass hohe Cholestrinaufnahme zu verstopften Arterien führte und dass Bluthochdruck diesen Effekt verstärkt. Sie untersuchte die Effekte von Ernährung auf Bluthochdruck und fand heraus, dass sowohl Cholesterin als auch Zucker mit Bluthochdruck zusammenhängen. Bei der Untersuchung des Alterns kam sie zu dem Schluss, dass schwache Muskelhypertrophie eine Ursache für Bluthochdruck und Atherosklerose sein könnte. Daly war zudem eine der frühen Entdeckerinnen des Einflusses von Zigarettenrauch auf Lungen und Bluthochdruck.

### Kreatin
In den 1970er Jahren begann Daly die Aufnahme von Kreatin durch Muskelzellen zu untersuchen, ein wichtiges Forschungsthema in der Energiewiederverwertung der Muskeln. Ihr "Uptake of Creatine by Cultured Cells" (1980) beschrieb die Bedingungen, unter denen Muskelgewebe am besten Kreatin aufnehmen kann.